# 喜帖

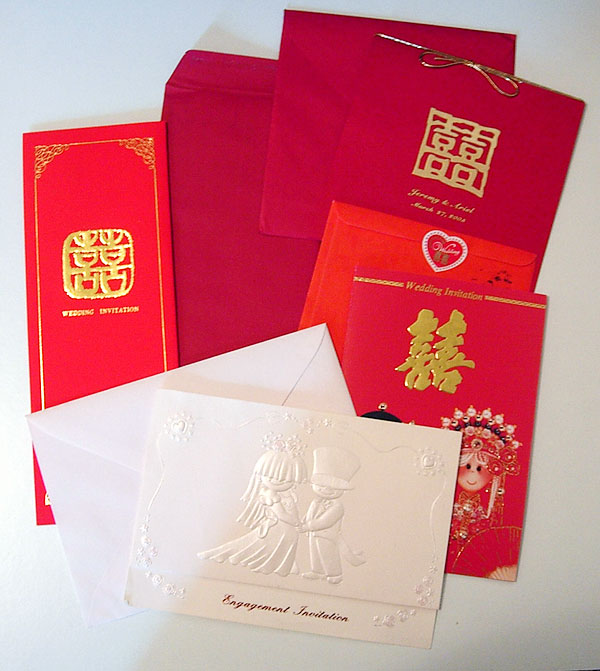
各種中式喜帖與西式喜帖

喜帖（英語：Wedding Invitation），又稱為喜柬，是預定結婚的新人邀請親友、賓客出席其婚礼或婚宴的函書。此邀請函上通常印有結婚日期、典禮或婚宴舉行的時間和場所，通常也會印上新人及雙方家長的名字。寄出時間通常是婚禮前六週。

## 中華文化
喜帖在中國由來已久，形式有直有橫，顏色多為大紅色和金色。內文撰寫的方式到今日依然大致相同，有一套俗成的禮儀用字。較特別的是日期通常會印上兩種日期，一種是農曆日期，一種是西曆日期。此外，有些家庭也會印上祖父母輩的姓名。
清朝的喜帖稱為「團書」，是結婚時的周公六禮書之一，當男子向女方家訂婚成功，就會印製團書告知眾親友。現代的喜帖也稱為婚卡，已經慢慢跳脫大紅色和金色的傳統做法，而以新人相片印刷成彩色相片喜帖為新的趨勢。目前，臺灣地区也有人嘗試以白話文或臺灣話口語體撰寫。

### 喜帖內文格式
- 女方帖：訂婚時女方發給親友所用，也可在歸寧時使用。結婚時女方單獨發帖宴客較為罕見。
- 男方帖：結婚時主要宴請男方客人，由男方印製。
- 男女方合帖：如果男、女方一起請客，將訂婚、結婚的賓客集中在同一天，或是補請客，使用這種喜帖，亦稱為合請帖或雙方帖。
- 十二版帖(親家帖)：或叫親翁帖、丈人帖，男方宴客(結婚)特別製作用來邀請女方家長的喜帖。在結婚當天迎娶新娘時，新郎要帶去的。反之，如為女方宴客(如文定、歸寧)則有女方邀請男方家長的喜帖，若為雙方合請，則可省去該習俗。
- 十二版帖(母舅帖)：結婚時男女方的舅舅在傳統上地位相當重要，母舅帖是新郎發給雙方舅舅的喜帖。在臺灣母舅帖大多用在男方。

### 喜帖信封稱謂寫法
- 最通用又不失禮的寫法，就是敬語一律用「鈞啟」，不管是給長輩、平輩或晚輩，或單身女性，都可以用鈞啟。
- 給師長或公司長官：「姓+職稱+名字 敬語」，師長敬語可以用「道啟」，長官可以用「鈞啟」，若是有子女可以用「全家福」來歡迎全家前來。如：王教授安石先生 道啟。
- 給已婚有小孩的：「姓+名字 全家福」。歡迎結婚有小孩的帶子女一起來，只要加上「全家福」或「闔家全福」，就不用再加敬語。

要注意，千萬不能寫「敬啟」，敬啟的意思是要人「恭敬的打開」。

## 西洋文化
在西方的喜帖，則多為橫式，顏色以淺白色、淺粉紅色居多，鮮有大紅色的喜帖。在喜帖用字上，多為手寫字體。不少的西式喜帖可能採用複雜的花式手寫字體，在印刷方式上有浮雕壓印、凸版印刷、熱浮凸印刷、雕空字體等。在寄送喜帖同時，許多新人基於西方結婚禮俗，會附上新人所需禮品清單，讓親朋好友勾選。此外西式的喜帖裡面多會再附一個回郵信封和簡單的回函，讓賓客利用郵寄的方式通知新人他們是否參加婚禮和喜宴。在喜帖上也會注名請賓客在婚禮兩週前要寄回回函。回函信封上則會先寫好地址與貼好郵票。這樣可以方便新人統計安排宴客餐會數量和座席。
有些喜帖亦為了遠道而來的賓客提供住宿資料，飛機時刻表等詳細貼心的指南。有時還會加上在地觀光的一些重要景點。
西方也有喜帖是很早就寄出的，稱為「save the date」。這種喜帖通常會在一年前就寄出，預先告知遠道的賓客婚禮日期，並請他們從長計畫觀禮和參加婚宴的行程。但這通常不算是正式喜帖，僅是喜宴的提早通知。

### 美國電視劇
美國電視劇《宋飛正傳》中男配角喬治·克斯坦紮的劇中未婚妻蘇珊因為舔了廉價喜帖信封上的膠水而中毒身亡，導致喬治在劇中一直不願意結婚。然而許多影迷對此猶如天外救星的牽強解圍式劇情感到不滿。

## 現代特色
今日由於網路發達，亦有電子喜帖，可免去貼郵資和寫地址的瑣事，亦有信用卡機制，讓收到喜帖的親朋好友可方便的選購禮品等給新人。
結婚喜帖隨著科技的進步，除了傳統的燙金方式外，相片喜帖已然漸成趨勢，新人們懷持著歡喜結婚嫁的心情，利用美美的婚紗照，製作既符合父母親要求又貼近年輕一代求新求變的婚紗照相片喜帖，而拜現今科技進步之賜，許多網站紛紛提供多款富有設計感的喜帖模板，讓新人可以在不需任何美編設計學習之下即可自行設計出獨一無二的客製化喜帖，再透過專業印刷工坊提供建議的合適紙質及製作工藝，以實際專業印刷工廠師傅打樣出，讓平面設計能成為一張張美美的喜帖。
除了利用相片製作喜帖外，更有設計師利用中國傳統的元素，結合西式喜帖的元素以及現代的設計手法，從而設計出更為特別的喜帖，以符合新人的要求。在這些特別設計中，有一些是立體的設計，例如製作一火柴盒模樣的喜帖；這在某情度上已擺脫了喜帖是一平面設計的做法，而且也滲入了更多藝術的元素，應用了更多工藝元素在喜帖上，如：雷雕。在同一名設計師更認為派發請帖時可以作為一行為藝術看待，所以設計了一款印到衣物上的喜帖，讓新人可以把喜帖「穿在身上」。

## 著名的喜帖銷售地
- 香港的利東街（俗稱囍帖街）
- 上海的人民路